# Rièzes du plateau de Rocroi
Rièzes du plateau de Rocroi este o arie protejată (sit de importanță comunitară — SCI) din Franța întinsă pe o suprafață de 329 ha, integral pe uscat.

## Localizare
Centrul sitului Rièzes du plateau de Rocroi este situat la coordonatele 49°55′28″N 4°24′52″E / 49.92444°N 4.41444°E.

## Înființare
Situl Rièzes du plateau de Rocroi a fost declarat arie specială de conservare în baza directivei 92/43 din 1992 referitoare la conservarea habitatelor naturale și a faunei și florei sălbatice pentru a proteja 1 specie de animale.

## Biodiversitate
Situată în ecoregiunea continentală, aria protejată conține 7 habitate naturale: Pajiști umede nord-atlantice cu Erica tetralix, Depresiuni pe substraturi de turbă de Rhynchosporion, Mlaștini împădurite, Formațiuni ierboase bogate în specii de Nardus, dezvoltate pe substraturi silicioase în zone montane (și în zone submontane, în Europa continentală), Păduri de fag Luzulo-Fagetum, Turbării active, Păduri acidofile de stejar bătrân cu Quercus robur pe câmpii nisipoase.
La baza desemnării sitului se află o specie protejată de  nevertebrate: Coenagrion mercuriale.
Pe lângă speciile protejate, pe teritoriul sitului au mai fost identificate 10 specii de plante, 1 specie de amfibieni, 5 specii de mamifere, 4 specii de nevertebrate, 2 specii de reptile.